# Dolors Nadal
Dolors Nadal i Aymerich est une femme politique espagnole membre du Parti populaire (PP), née le 3 mai 1953 à Barcelone.
Elle milite au sein du Centre démocratique et social entre 1988 et 1992, puis rejoint le PP. Elle est députée au Parlement de Catalogne entre 1995 et 2004, puis siège au Congrès des députés jusqu'en 2011.